# Zenuwinzinking
Zenuwinzinking is een informele benaming voor een aantal acute psychische symptomen die optreden bij mensen die eerder geen klachten hadden. Deze symptomen kunnen uiteenlopen van zenuwachtig of obsessief gedrag tot angststoornissen en depressies. Soms kunnen zelfs symptomen van een kortdurende psychose optreden.
De oorzaak is een niet direct verwerkbare hoeveelheid stress. Deze kan bijvoorbeeld veroorzaakt zijn door rouw, problemen op het werk of echtscheiding.